# Ноттінґ-Гілльський карнавал
Ноттінґ-Гілльський карнавал (англ. Notting Hill Carnival) — щорічний фестиваль, що триває два дні (неділя та понеділок, так званий «банківський понеділок») у серпні на території району Ноттінґ-Гілл (Лондон). Починаючи з 1959 року фестиваль відбувався у січні, а з 1965 року проводиться улітку.
Фестиваль започаткували афроамериканські мігранти з Карибських островів, зокрема з Тринідаду, де сильно розвинена фестивальна традиція. Місцеві громади мріяли створити в Ноттінґ-Гіллі свято, яке б об'єднало жителів Карибського басейну, оскільки наприкінці 1950-х років афроамериканці зазнавали постійного соціального тиску. Спочатку мігранти зустрічалися в клубах Північного Лондона, де могли вільно розважатись, але з плином часу місцева громада почала ділитися своєю культурою з мільйонами людей у всьому світі. Сучасний карнавал простягається на 5 км. У параді беруть участь одягнені в костюми ансамблі, які танцюють під ритм музики.
На карнавалі можна знайти 45 майданчиків, зі сцен яких часто звучать етнічні ритми. Святкування ведеться з дев'ятої години ранку до восьмої вечора, а потім переходить до клубів. Під час карнавалу обираються найкращі колективи та оркестри, які грають на національних інструментах Тринідаду і Тобаго, а також проводиться конкурс, на якому обираються міс, містер і найкращий ді-джей дійства.

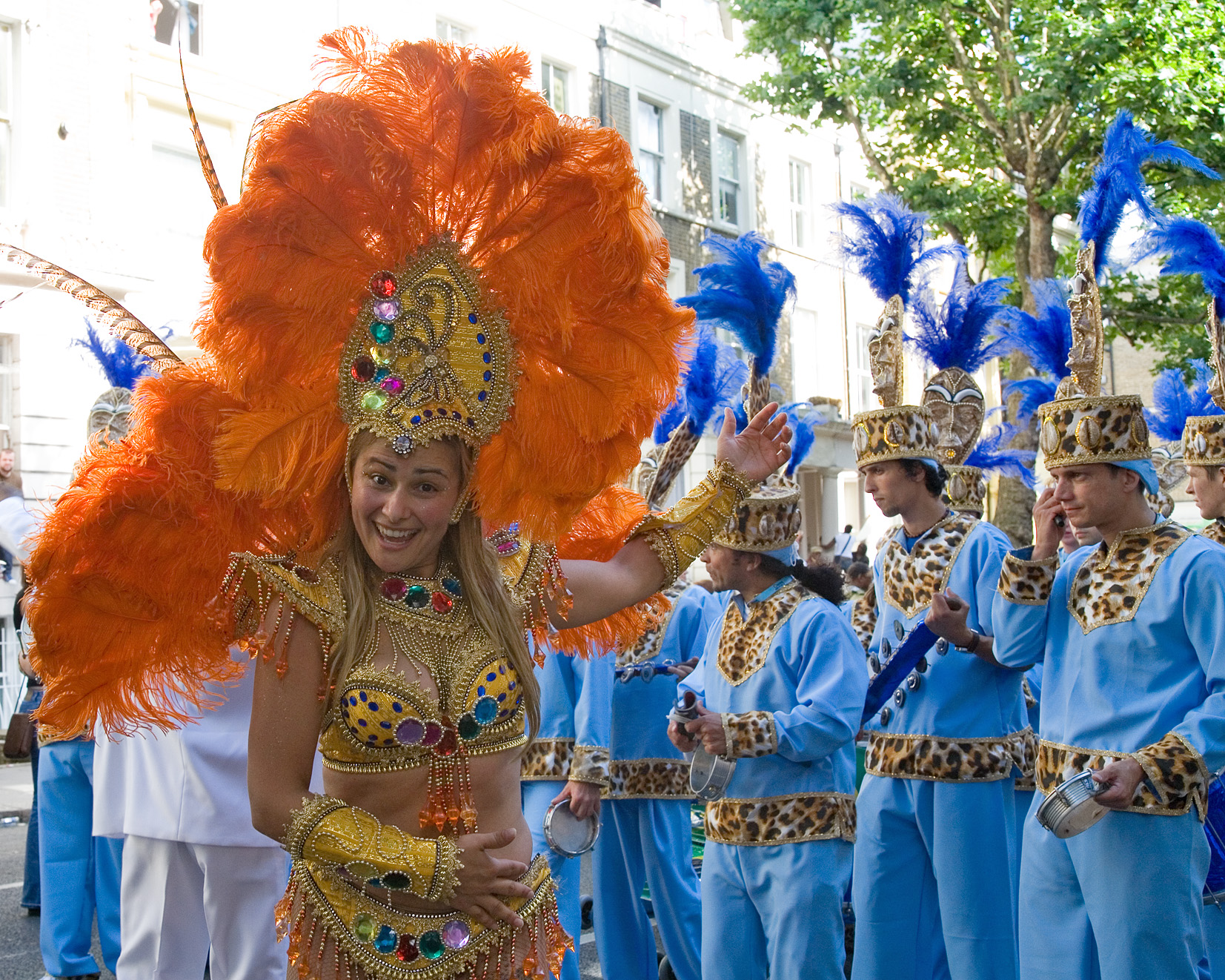
(2006)
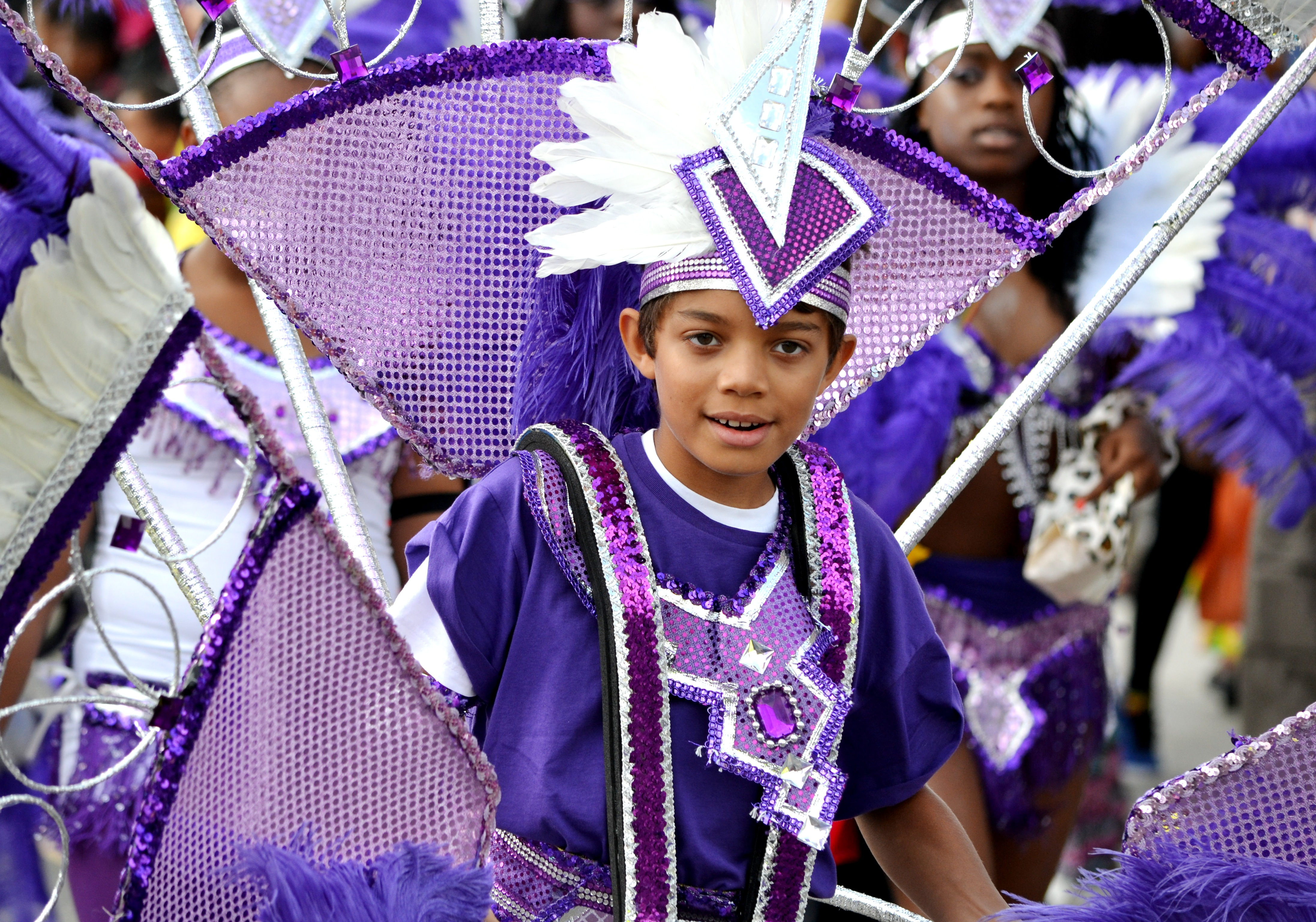
(2013)
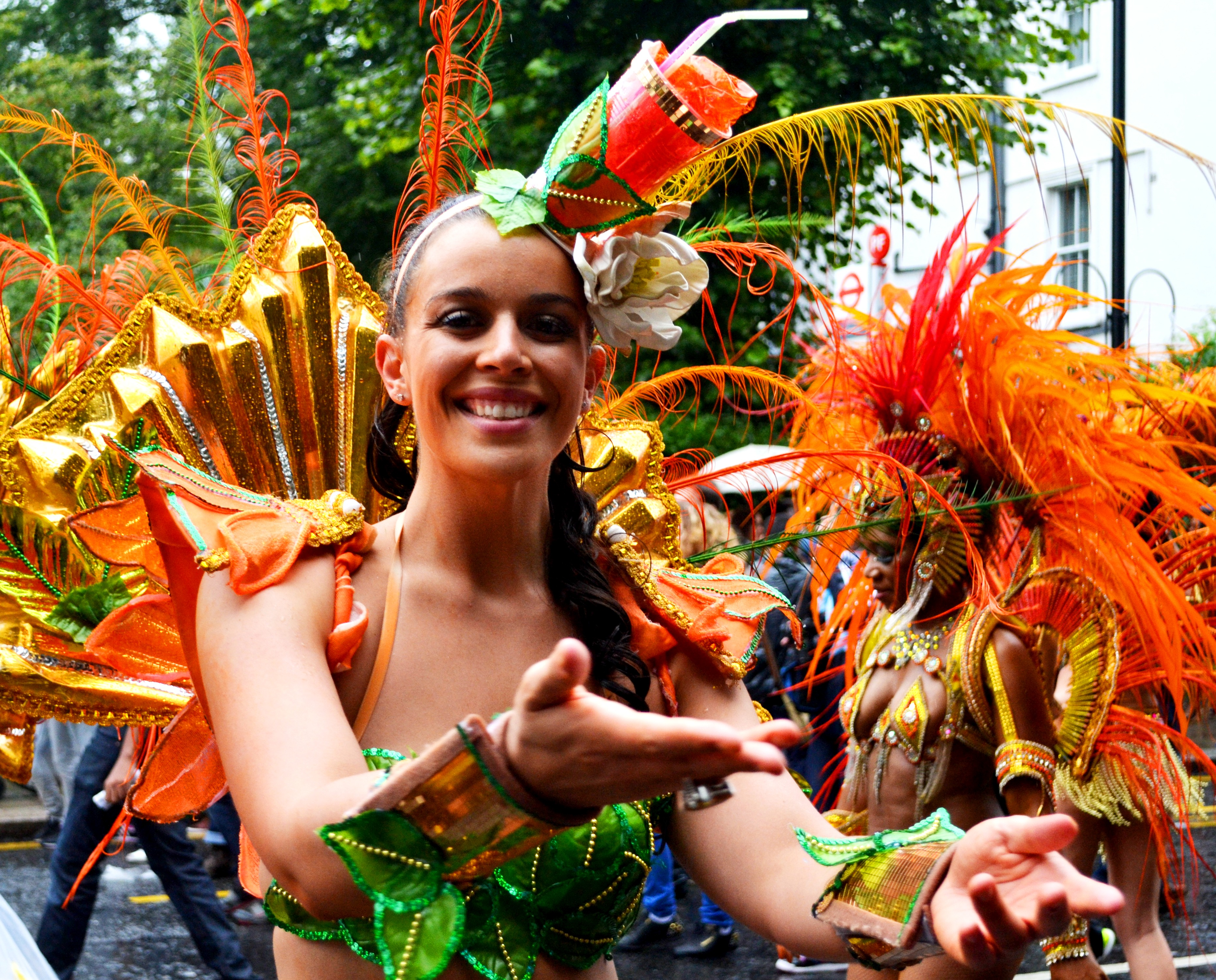
(2014)
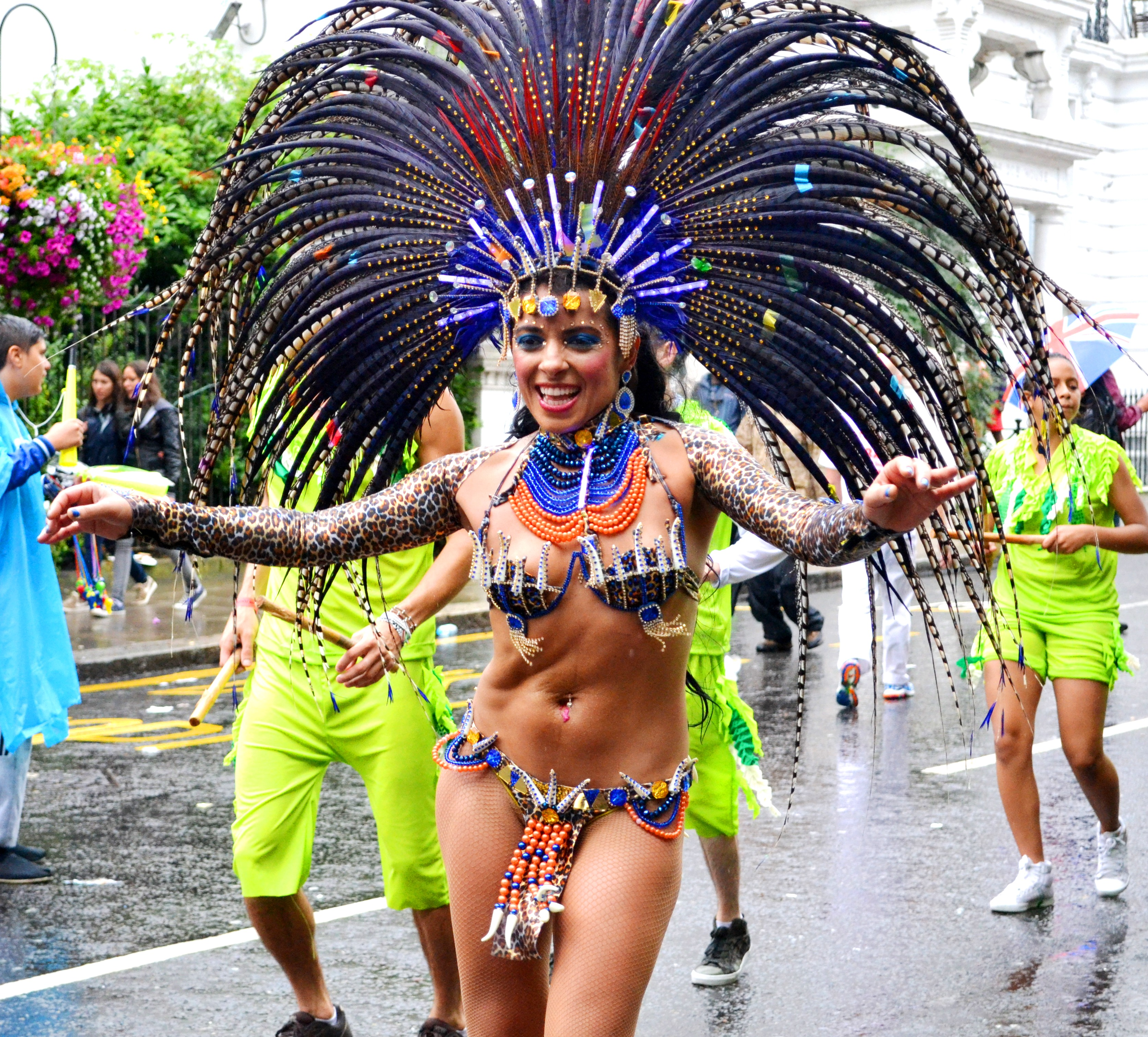
(2014)
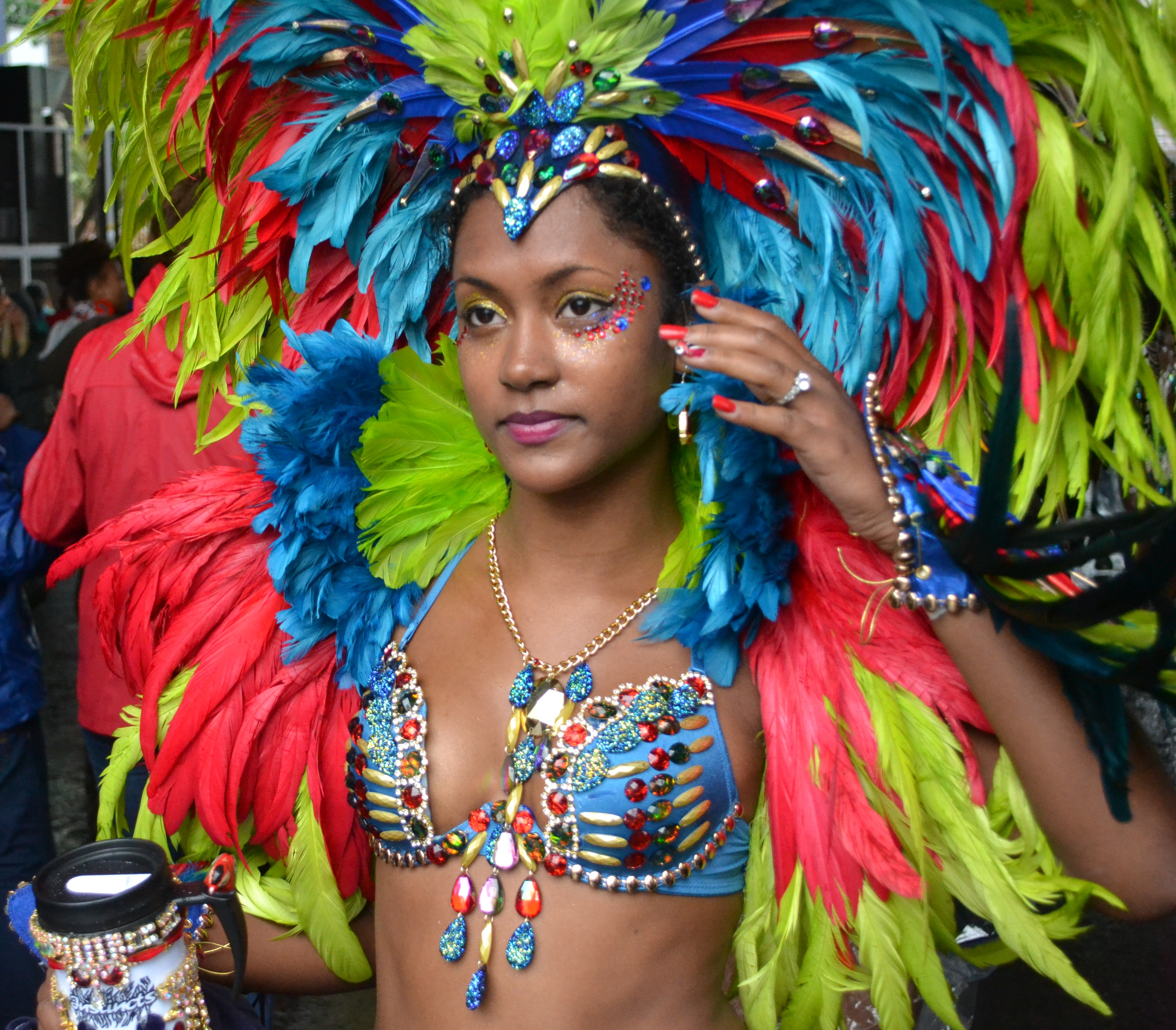
(2014)
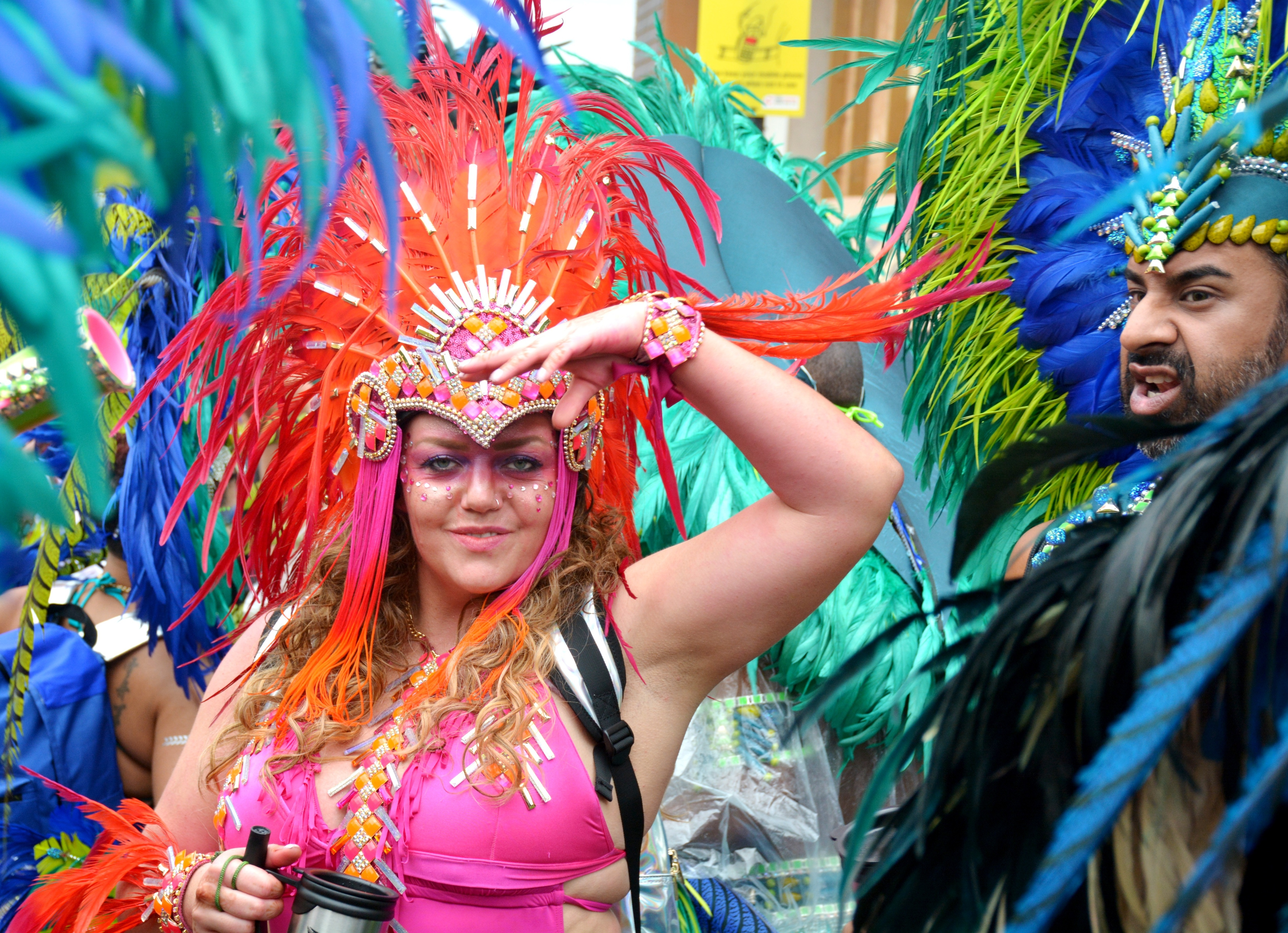
(2015)
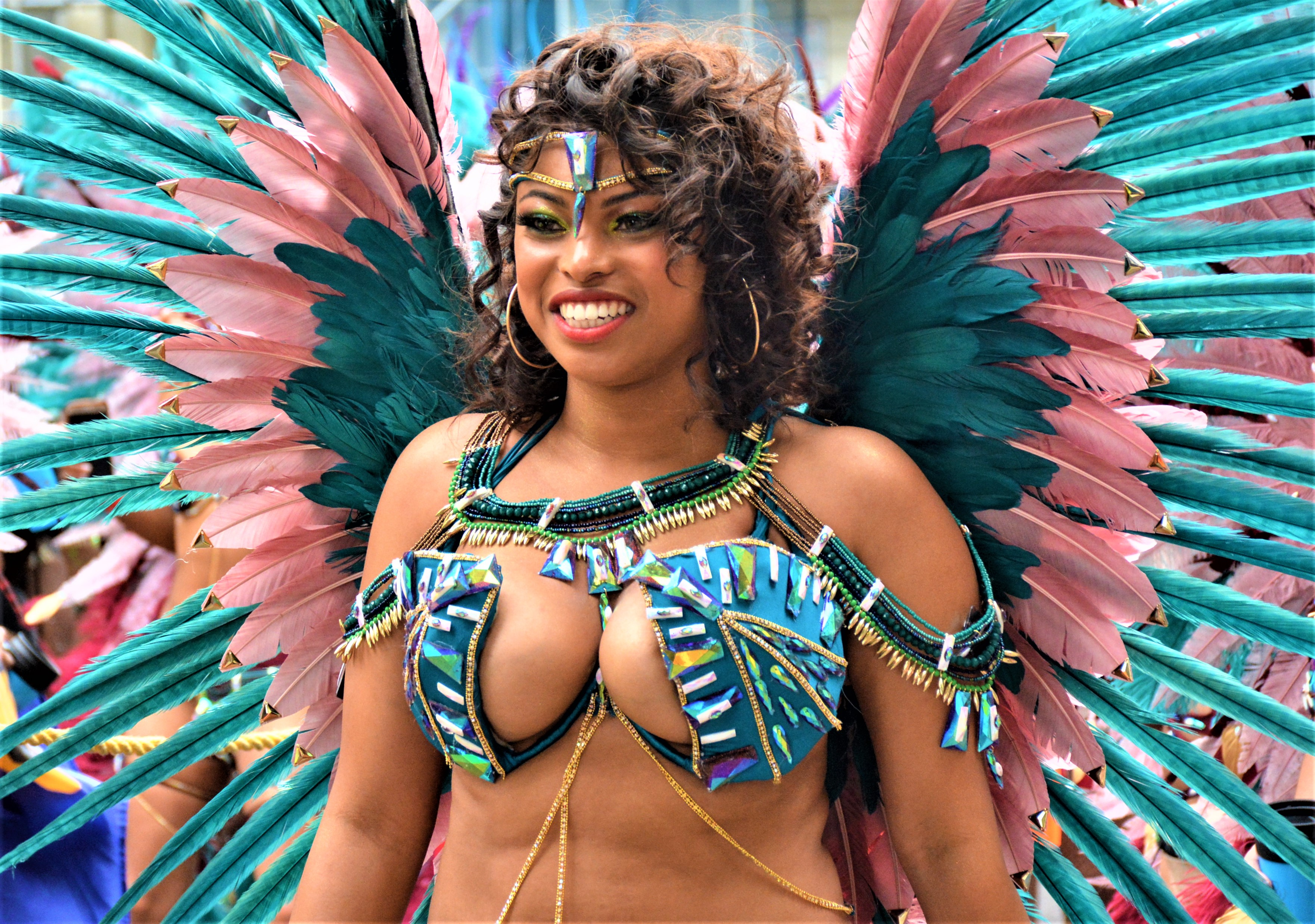
(2018)